# Cinnobergömming
Cinnobergömming (Nectria cinnabarina) är en svampart som först beskrevs av Tode, och fick sitt nu gällande namn av Elias Fries 1849. Cinnobergömming ingår i släktet Nectria och familjen Nectriaceae.  Arten är reproducerande i Sverige. Inga underarter finns listade i Catalogue of Life.

## Källor

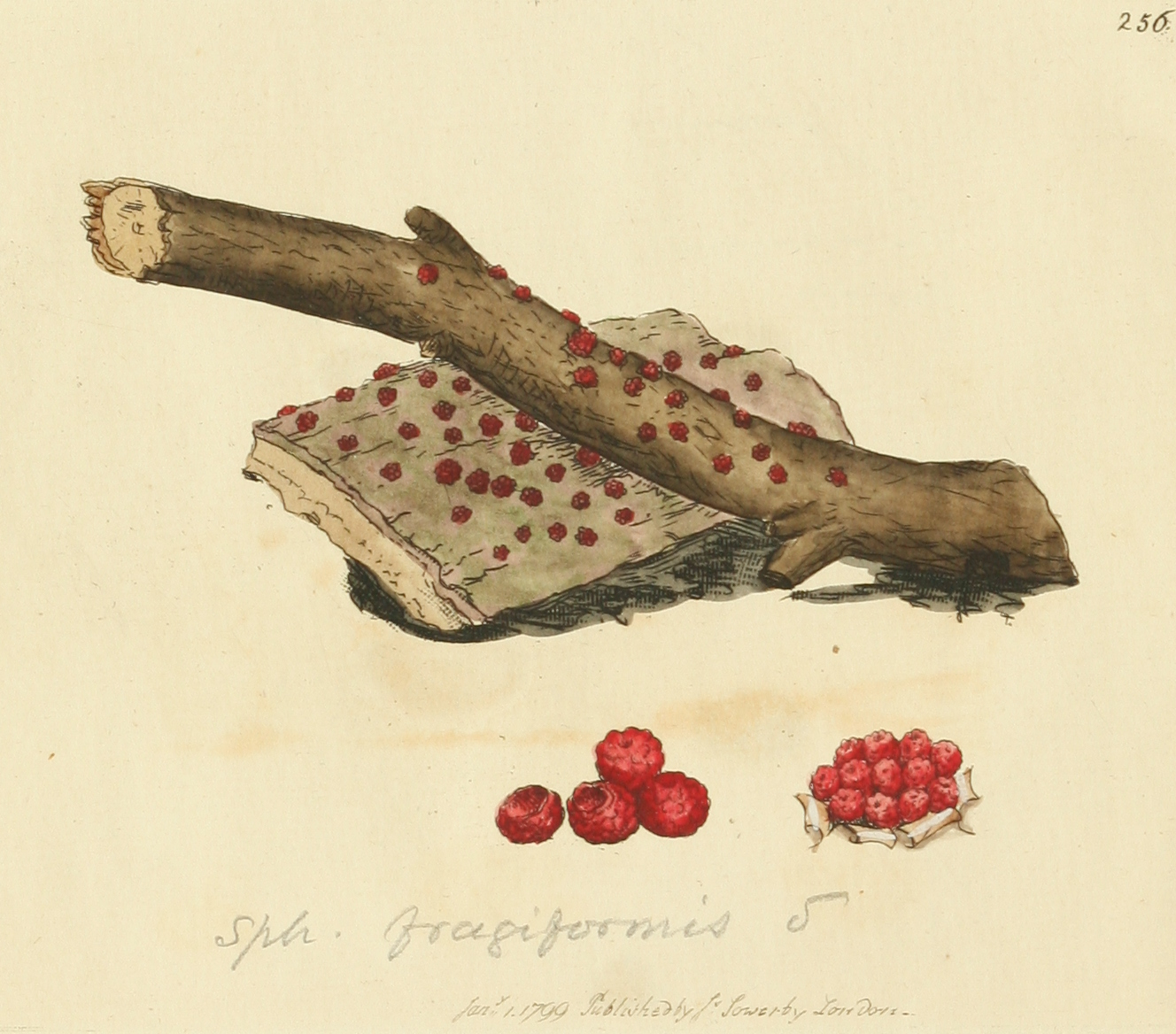
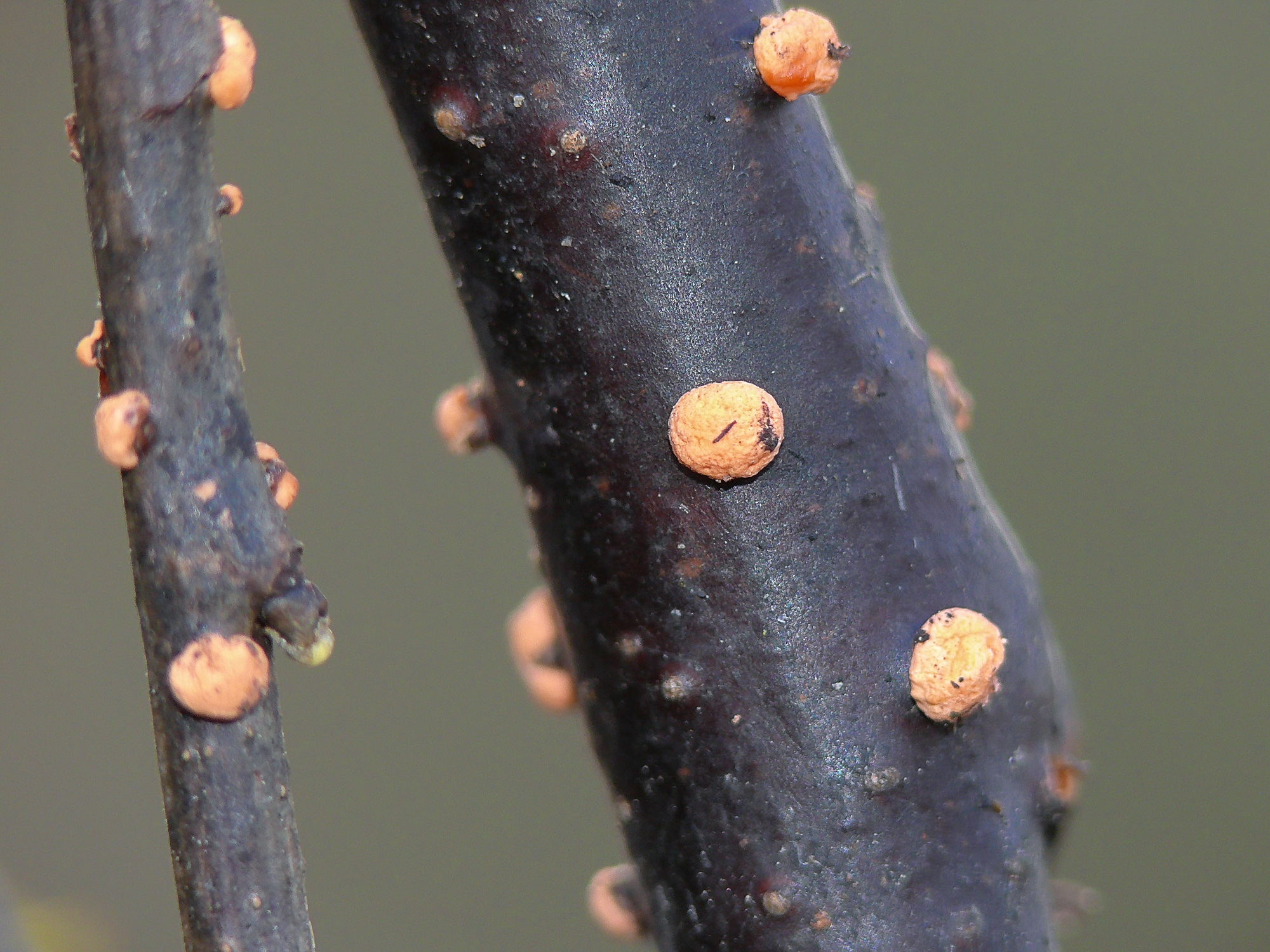
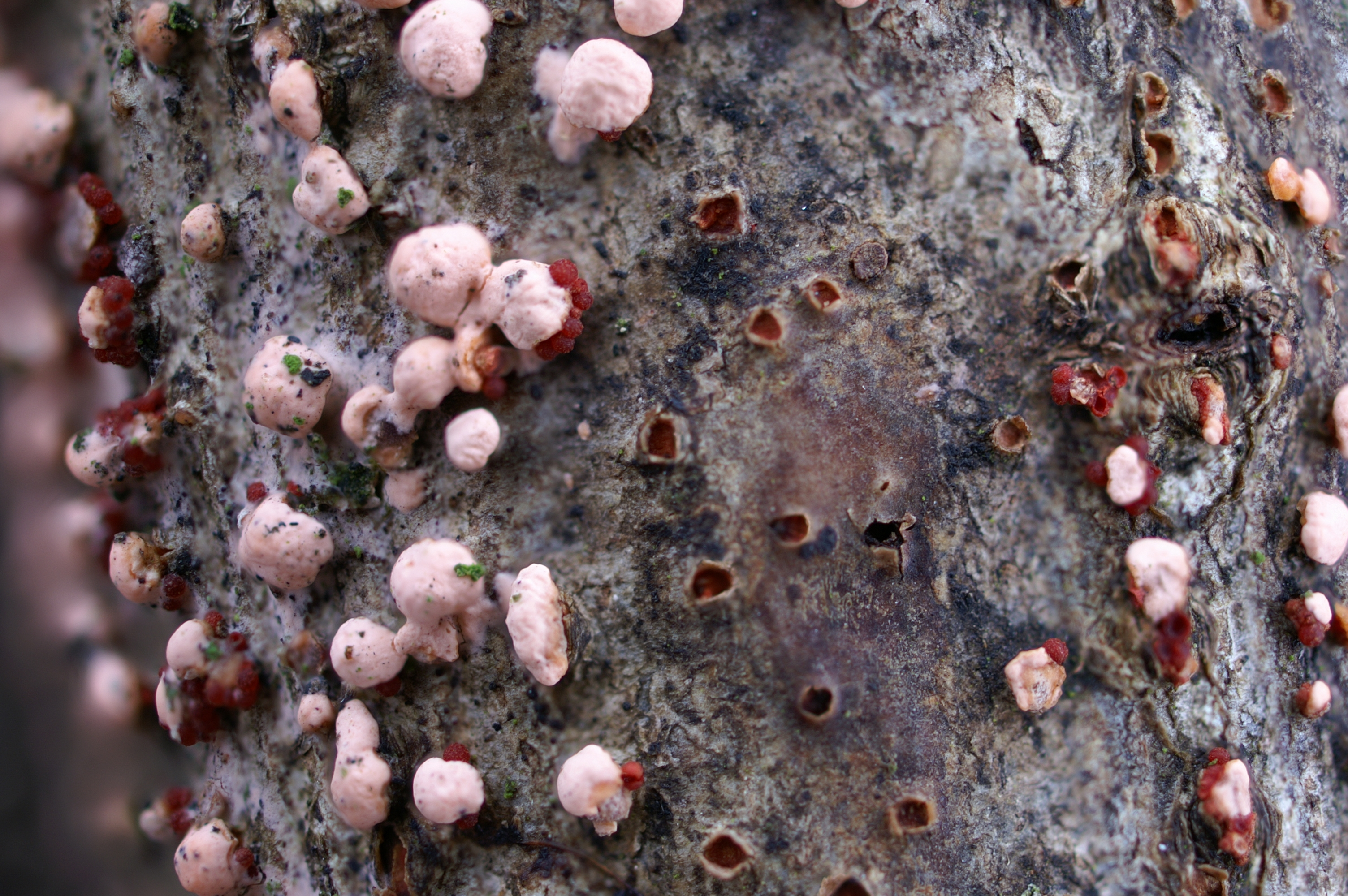